# Moulines, Calvados

Moulines este o comună în departamentul Calvados, Franța. În 1 ianuarie 2022 avea o populație de 274 de locuitori.